# Spilosoma japonensis
Spilosoma japonensis är en fjärilsart som beskrevs av Rothschild 1914. Spilosoma japonensis ingår i släktet Spilosoma och familjen björnspinnare. Inga underarter finns listade i Catalogue of Life.